# إيلو (شبكة اجتماعية)
إيلو (بالإنجليزية: Ello)‏ خدمة شبكة اجتماعية على الإنترنت انشأها بول بودنيتز وتود بيرغر في مارس 2014. اأنشئت كشبكة اجتماعية بديلة خالية من الإعلانات ومشابهة لنظرائها مثل فيسبوك وتويتر. وحاليًا هي في مرحلة البيتا.

## نظرة عامة
إيلو متاح للإستخدام المجاني، لكنه يستشكف أسلوب فريميوم لتمويل الأنشطة المستقبلية. ويبيع أيضًا قمصان خاصة بعلامته التجرية في شراكة مع ثردلس لتجميع الإيرادات.
خدمة إيلو تزعم عدد من النوايا المميزة كشبكة اجتماعية أبرزها:
- عدم بيع بيانات المستخدمين أبدًا للمعلنين أو أي طرف ثالث
- عدم إعلانات تجارية بشكل مطلق
- عدم فرض سياسة الاسم الحقيقي

## مزايا
إيلو لديها عدة مميزات قد بنيت بالفعل، تضم الإكمال التلقائي للإيموجي، وضبط الحسابات غير مناسب للعمل، ويجري التخطيط لإضافة سمات أخرى كالتراسل بشكل خصوصي والتكامل مع علامة المربع.

## تاريخ
بدأت إيلو كشبة اجتماعية خاصة تتألف من سبعة فنانين ومبرمجين. بعد سنة من كون الشبكة الاجتماعية خاصة، أعاد منشئي الموقع تصميمه وأطلق إيلو للعامة.
ساعد تمويل المشروع في نشأتها برأس مال إستثماري بلغ 435,000$ من قبل فريشتراكس كابيتل في يناير 2014 على الحفاظ على الشركة منذ بدايتها. هذا القرار حصل على بعض الانتقادات عندما حققت الشبكة شعبية أوسع.
أطلق إيلو في 18 مارس 2014، متكاملاً مع مانيفستو يعبر فيه عن تميزه عن بقية الشبكات الاجتماعية مثل فيس بوك. وعد الموقع أنه لن يبيع أبدًا بيانات المستخدمين، بشعار «أنت لست سلعة». The sociaخدمة الشبة الاجتماعية أطلقت رسميًا في 3 أبريل، على الرغم من إنشاء الحسابات فيها كان فقط من خلال دعوة.
إيلو اكتسبت اهتماما مضافًا في سبتمبر 2014، عندما ترك عدد من المستخدمين الإل جي بي تي موقع فيسبوك بعد تنفيذ سياسة الاسم الحقيقي المثيرة للجدّل، ويعتقد أن المقصود من ذلك استبعاد الممثلين بلباس امرأة في سان فرانسيسكو. في ذروته، حققت الشبكة الاجتماعية مايزيد عن 30,000 طلب تسجيل حساب في الساعة. وتشير التقديرات إلى أن 20% من تلك الحسابات الجديدة تبقى نشطة في الموقع خلال الأسبوع الأول من التسجيل.
في أكتوبر 2014، إيلو أعادت تنظيم نفسها كشركة نفعية وطرحت خمسة ملايين ونصف المليون دولار أمريكي في رأس مال مخاطر.

## نقد
أنتقد إيلو من قبل البعض لبساطته، وتصميمه التقليلي. بونا كيم من مدونة غيزمودو انتقدت القالب العام للموقع واتهمتهم بالمحاولة بصعوبة ليبدو الموقع مختلفًا عن منافسهم الرئيس، فيسبوك.

## روابط إضافية
- الموقع الرسمي